# Нейїре Неїр
Мюніре Еюп, у шлюбі Мюніре Еюп Ертугрул (1902 — 13 лютого 1943), відома під псевдонімом Нейїре Неїр — турецька акторка театру і кіно. Вважається однією з перших мусульманок-акторок.

## Життєпис
Народилася 1902 року у Константинополі. Закінчила педагогічний ліцей для дівчаток там же, потім вступила до американського коледжу для дівчаток, але не закінчила його. Під час навчання в коледжі відвідувала театральний гурток.
1929 року вступила в шлюб з актором і режисером Мухсіна-Бей Ертугрулом.
У жовтні 1942 року була госпіталізована у зв'язку з сильним болем у грудях. 13 лютого 1943 року померла від хвороби серця. Похована на цвинтарі Зінджірлікую.

## Професійна кар'єра
1923 року зіграла у фільмі «Вогняна сорочка», знятому чоловіком за однойменним романом Халіде Адивар, дія якого відбувалася під час війни за незалежність. Адивар, яка виступала за права жінок і брала участь у війні за незалежність, заявила, що вона погодиться на екранізацію свого твору лише якщо головну роль у фільмі виконає турецька мусульманка. У часи Османської імперії мусульманкам заборонялося зніматися в кіно з релігійних причин, тому у всіх фільмах, знятих в цей період, жіночі ролі виконували християнки або єврейки. На головну роль у фільмі взяли дружину друга чоловіка Мюніре, Бедію Муваххіт. Щоб знайти акторку на жіночу роль другого плану, було подано оголошення до газети. Єдиною, яка відгукнулася на нього, стала Мюніре Еюп. Під час фільмування вона використовувала псевдонім Нейїре Неїр. Разом з Бедією Муваххіт вони стали першими двома мусульманками-актрорками Туреччини.
Наступного року Нейїре Неїр зіграла у фільмі Ертугрула «Трагедія у Дівочій вежі». Після недовгого періоду роботи в театральній кампанії в Ізмірі вона повернулася до Стамбула 1924 року і приєдналася до театру чоловіка. У наступні роки Нейїре Неїр знімалася, використовуючи своє справжнє ім'я. Втім, набагато частіше вона грала в театрі.
Писала статті у створеному чоловіком 1930 року журналі «Darülbedayi», також займала посаду головної редакторки. З 1941 року публікувалася в журналі «Perde ve Sahne» («Завіса і сцена»).

## Пам'ять
- Іменем акторки названа вулиця у Бахчеліевлері[2].

## Фільмографія
- Ateşten Gömlek (1923), як Нейїре Неїр
- Kız Kulesinde Bir Facia (1923)
- Ankara Postası (1928) (під справжнім ім'ям)